# José Antonio Gómez Rosas
José Antonio Gómez Rosas, apodado El Hotentote, fue un pintor mexicano, nacido en Orizaba, Veracruz, en 1916 y fallecido en 1977.

## Biografía

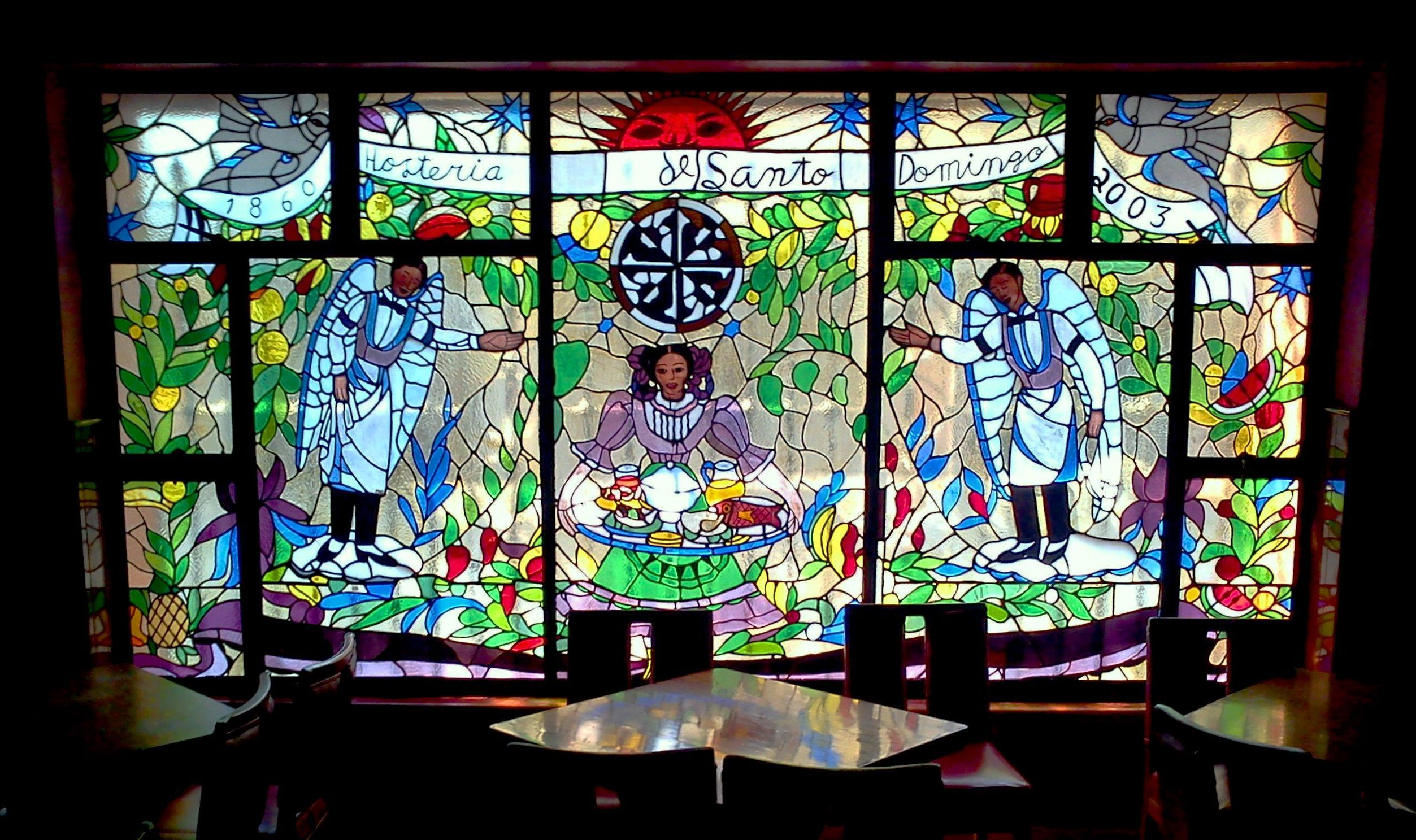
La obra más conocida del Hotentote: El diseño del vitral de la Hostería de Santo Domingo

En 1936 ingresó a la Escuela Nacional de Artes Plásticas (ENAP), en la que cursaba materias aisladas, y al siguiente año ya cursaba la carrera de maestro en artes plásticas. Sin embargo se inconformó ante las anquilosadas enseñanzas tradicionales, según escribe el investigador Zurián, ayudante de El Hotentote en San Carlos.
Fue un artista incómodo para sus contemporáneos —entre los que se encontraba artistas como Diego Rivera, Frida Kahlo, José Clemente Orosco y David Alfaro Siqueiros— pues en su obra usaba una fina ironía. En su telón Funcionarios de Bellas Artes aparecen un grupo de personajes integrado, entre otros, por Carlos Chávez, entonces director del Instituto Nacional de Bellas Artes (INBA); Luis Sandi y Fernando Gamboa le bombean aire al muralista guanajuatense Diego Rivera, convirtiéndolo en una especie de globo aerostático, su vasta obra de caballete, atiborrada de alcatraces, sale disparada del Palacio de Bellas Artes para, en su caída, aplastar al pueblo.
Otro telón de Gómez Rosas, La tragedia griega; ironiza la entrega del premio de Artes Plásticas, que José Clemente Orozco recibe, como si fuera de la lotería, de manos del secretario de Educación Pública, Jaime Torres Bodet. El crítico de arte Justino Fernández lleva la cola de la toga a Orozco. Detrás del podio Diego Rivera, enojado, consuela a una llorosa Frida Kahlo, no obstante que su segundo lugar le haya proporcionado una bolsa de 5 mil pesos, que sujeta en su mano izquierda. Muy ufano está el jurado integrado por el Dr. Atl, Julio Castellanos y Francisco Goitia. En el otro extremo David Alfaro Siqueiros, con atuendo guerrero, arenga a los demás perdedores. Encima del conjunto revolotean los símbolos griegos de la ira y la envidia.